# Ringwood, Victoria
Ringwood är en förort i Melbourne, Australien. Den ligger i kommunen Maroondah och delstaten Victoria. Antalet invånare är 19 144. 